# درآمد و باروری

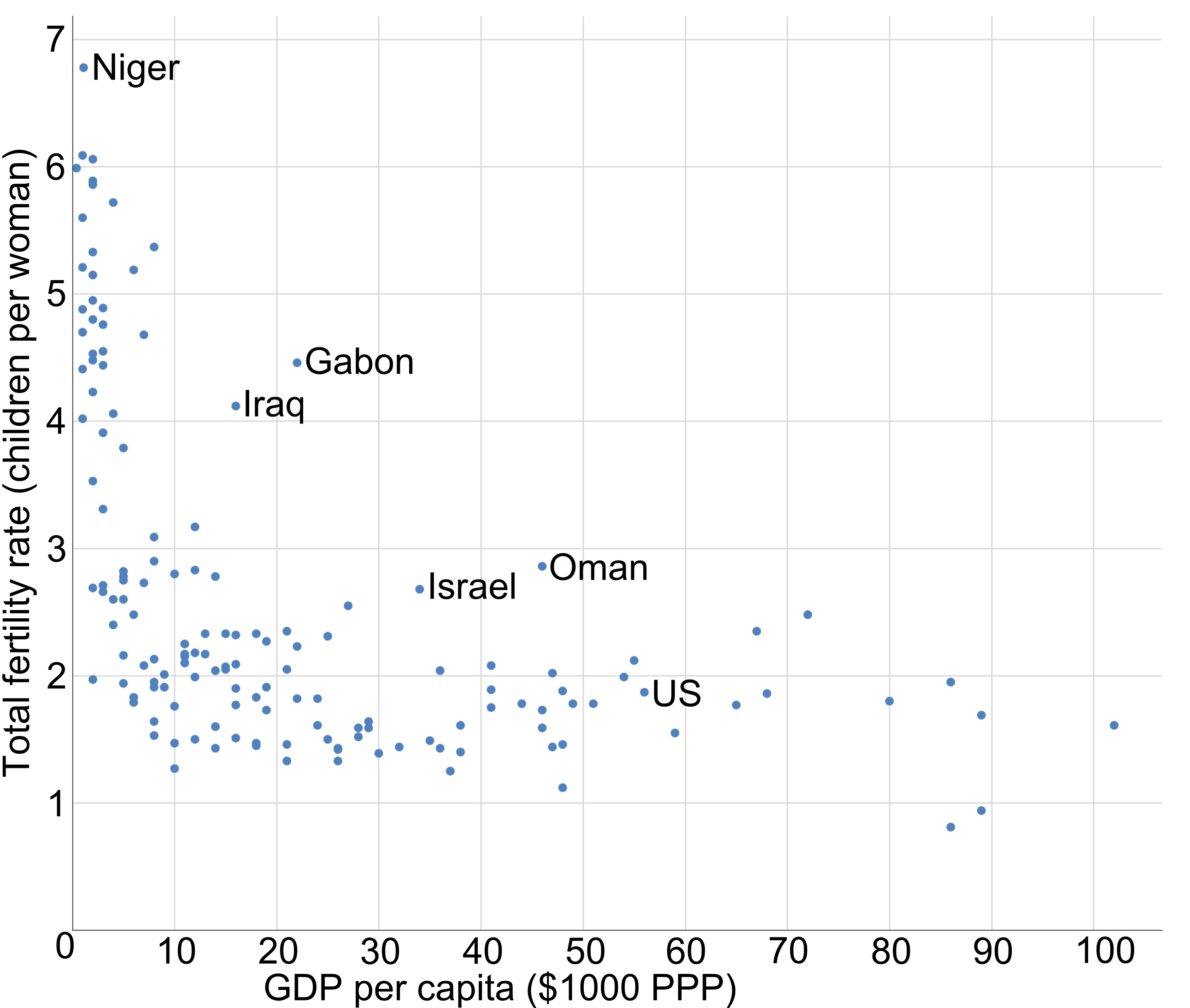
نموداری از میزان باروری کل در مقایسه با فهرست کشورها بر پایه سرانه تولید ناخالص داخلی (برابری قدرت خرید), ۲۰۱۵.

درآمد و باروری (انگلیسی: Income and fertility) درآمد و باروری، همبستگی و وابستگی بین سود پولی از یک سو و تمایل به تولید فرزندان از سوی دیگر است. به‌طور کلی بین درآمد و نرخ باروری کل در داخل و بین کشورها همبستگی و وابستگی معکوس وجود دارد. هر چه میزان تحصیلات و تولید ناخالص داخلی سرانه جمعیت انسانی، زیرجمعیت یا قشر اجتماعی بالاتر باشد، تعداد فرزندان کمتری در هر کشور توسعه یافته متولد می‌شود. در کنفرانس جمعیتی سازمان ملل متحد در بخارست در سال ۱۹۷۴، کاران سینگ، وزیر سابق جمعیت هند، این روند را با بیان این که توسعه بهترین روش پیشگیری از بارداری است، نشان داد.
باروری بالا بودجه خانواده های فقیر را تحت فشار قرار می دهد و منابع موجود برای تغذیه، آموزش و ارائه مراقبت های بهداشتی به کودکان را کاهش می دهد. برعکس، بسیاری از ویژگی‌های فقر به باروری بالا کمک می‌کنند - مرگ و میر بالای نوزادان، فقدان تحصیلات برای زنان، درآمد بسیار کم خانواده برای «سرمایه‌گذاری» روی کودکان، سهم ناعادلانه در درآمد ملی، و عدم دسترسی به تنظیم خانواده.